# 우빛나
우빛나(2001년 10월 23일~)는 대한민국의 핸드볼 선수로 포지션은 센터백이다. 현재 핸드볼코리아리그의 구단 서울시청 여자 핸드볼단 소속으로 활동하고 있다. 황지정보산업고등학교 재학 시절 제30회 강원도협회장기 대회에서 우승 및 최우수 선수상을 받았다. 이후 열린 2020년도 여자실업 핸드볼 신인 드래프트에서 전체 1순위로 서울시청에 입단했다. 대한민국 국가대표팀에 발탁되어 2024년 하계 올림픽에 참가했다.